# Stazione di Santa Fe Depot
La stazione di Santa Fe Depot è la principale stazione ferroviaria di San Diego, California, Stati Uniti.

## Movimento
La stazione è servita dal servizio ferroviario suburbano Coaster.